# Jochen Knoblauch

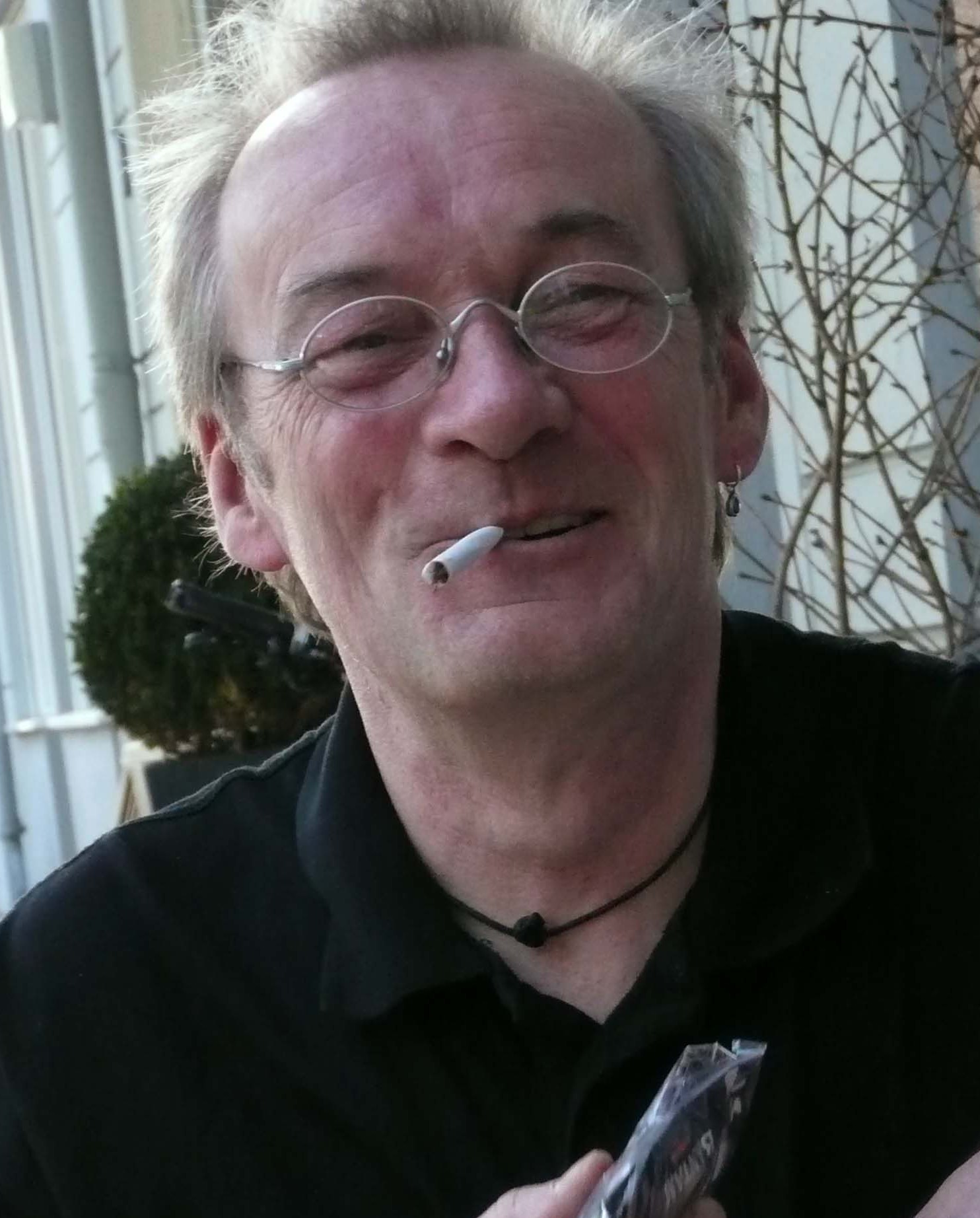
Jochen Knoblauch (2011)

Jochen „Knobi“ Knoblauch (* 7. August 1954 in Berlin) ist ein deutscher Anarchist und Autor. Seine Werke umfassen Lyrik und Sachbuchthemen. Er war auch Herausgeber von Büchern und hatte einen Buchverlag.

## Leben
Jochen Knoblauch war seit ca. 1969 in politischen Kreisen der Außerparlamentarische Opposition in West-Berlin aktiv und absolvierte 1971 die Schule mit dem Hauptschulabschluss. In dieser Zeit gab es erste Schreibversuche von Gedichten und zwei Romanen. 1977 erschien sein erstes Buch im Selbstverlag.
Neben der Tätigkeit als Autor begann Knoblauch eine Lehre als Dekorateur, später war er Bahnhofsfeger bei der West-Berliner S-Bahn (der Reichsbahn, einem DDR-Betrieb) und Bürobote beim Berliner „Tagesspiegel“. Ab 1975 war er Mitglied im Kneipen-Kollektiv „Zur Linde“ in Berlin-Charlottenburg. Zwischen 1978 und 1981 verlegte sich das Kneipen-Kollektiv ins Ruhrgebiet nach Essen und eröffnete dort im Oktober 1978 die Kneipe „Regenbogen“.  Von 1990 bis 2014 war Knoblauch Angestellter in der Gastronomie beim Tempodrom Berlin.
Im Jahr 1981 wurde er Mitglied im Kollektiv „Regenbogen Buchvertrieb“ (West-Berlin). Ab 1985, nach der Insolvenz des Regenbogen-Buchvertriebs gründete er den Buchladen, -vertrieb und -versand „AurorA“ in Berlin-Charlottenburg. In seinem Verlag „Edition Kalter Schweiss“ und „Edition AurorA“ erschienen Bücher von Fernando Arrabal, Günter Bartsch, Irene Goergens, Maria Hasterock, Linton Kwesi Johnson, Alexandro Jodorowsky (erste Textausgabe auf Deutsch), Hubert Kennedy, Paul Lafargue, Hermann Nitsch u. a., zum Teil mit anderen Verlagen in Kooperation.
Ab 1990 arbeitete er als Autor, so für den telegraph, die Ost-Berliner Umwelt-Bibliothek, die Graswurzelrevolution  und Contraste, sowie mit diversen Buchbeiträgen. Von 1994 bis 2013 war Knoblauch, zusammen mit Uwe Timm, Herausgeber der Zeitschrift „espero – Forum für libertäre Gesellschafts- und Wirtschaftsordnung“. Ab 2020 wurde „espero – Libertäre Zeitschrift | Neue Folge“ (Redaktion: Markus Henning, Jochen Knoblauch, Rolf Raasch und Jochen Schmück) wieder belebt. Ab 2005 war er Autor der literarischen Reihe „Agitation free“ Nr. 2–9 mit unterschiedlichen Texten, die nicht zum Verkauf angeboten, sondern nur an Freunde und Bekannte verschenkt wurden. Die Auflagen hatten zwischen 50 und 99 handsignierten Exemplaren. Von 2012 bis 2017 war er Mitarbeiter des Kulturring Berlin e.V. bei der AG Rosa Winkel, die sich mit der Erfassung und Forschung zum Thema der Verfolgung Homosexueller während der NS-Zeit in Berlin beschäftigen.

## Politische Schwerpunkte
- 1985 Mitbegründer vom „Stirner-Bund Berlin“
- 1991–1994 Mitglied der „Friends of Durruti“ (Hrsg. des Schwarzer Kalender „paßt bloß auf!“ 1992–1994)
- 1996–1998 Mitglied des Kollektivs BAD (Büro für anarchistische Diskussion), die von Januar 1996 bis November 1998 acht Hefte mit anonymisierten Diskussionsbeiträge zu anarchistische Themen als Rundschreiben herausgaben. Höhepunkt war die Tour Die Redaktion besucht ihre Leser, die von Hamburg bis Zürich führte.
- 1993 Mitbegründer der Bibliothek der Freien, Anarchistische Bücherei (Berlin) im Haus der Demokratie und Menschenrechte
- Seit 2005 Mitherausgeber der Zeitschrift Graswurzelrevolution
- Fördermitglied der Internationale der Kriegsdienstgegner/innen (IDK), Sektion der War Resisters’ International (WRI)
- 2014 Mitbegründer des Freundeskreises Bernd und Karin Kramer [Verlag] e.V.

## Publikationen

### Als Autor (Auswahl)
- Knobi, Surrealismus – geschriebenes, Selbstverlag Berlin 1977
- Knobi, Rock 'n' Roll Nigger – geschriebens und gesehenes, Selbstverlag Essen o. J. [1980]
- Anarchismus. Eine Einführung. Schmetterling Verlag Stuttgart 2006 ff. Reihe: theorie.org (Zusammen mit Hans Jürgen Degen)
- Marx vs. Stirner... Edition AV Verlag Lich Hessen 2014
- Sach nich Prenzlberg. Langgedicht. Letzte Fassung. Mit einem Epilog. Quiqueg Verlag Berlin 2019
- Glaube_Liebe_Anarchie. Gedichte. Dialog Edition Duisburg/Istanbul September 2019
- Jochen Knoblauch, Zwischenbilanz -der elendigen Büchersammelei, namentlich der Bibliothek Suhrkamp. Edition Anares Hilterfingen (Schweiz) 2020. ISBN 978-3-905052-84-8

### Beiträge in Büchern und/oder Herausgeberschaft (Auswahl)
Herausgeberschaft
- Mitherausgeber (Artikel 19 Verlag), Salman Rushdie, Die satanischen Verse. Artikel 19 Verlag. o. O. 1989
- Jochen Knoblauch / Peter Peterson (Hg.), Ich hab' Mein Sach' auf Nichts gestellt. Texte zur Aktualität von Max Stirner. Karin Kramer Verlag Berlin 1996
- Hans Jürgen Degen / Jochen Knoblauch (Hg.), Augustin Souchy; Anarchistischer Sozialismus. Unrast Verlag Münster 2010. Reihe: Klassiker der Revolte Band 21

Beiträge
- Warum ich Anarchist bin – Gedanken nachhängend. In: „Anarchie ist Gesetz und Freiheit ohne Gewalt“ – Uwe Timm zum 60. Geburtstag. OPPO-Verlag Berlin 1993
- Vorwort (als separates Heft in einer Kassette). In: Stirner Dokumente. Hg. Jochen Knoblauch. Anti-Quariat-Reprint Verlag Berlin 1996  (limitierte Aufl. von 300 Ex.)
- Vorwort. In: Erich Mühsam, Der Humbug der Wahlen. Hg. Jochen Knoblauch. Klaus Guhl Verlag Berlin 1998.
- Spuren von St. Ch. Waldecke / Ewald Tscheck (1895–1953). In: St. Ch. Waldecke (d. i. Ewald Tscheck), Anekdoten von dem Gott. Hg. Jochen Knoblauch. Edition Anares Bern 1999. Reihe: Bibliothek Schwarzer Kahn Band 2.
- Biographische Notizen zu Volin. In: Volin, Der Aufstand von Kronstadt. Hg. und Bearbeitung von Jochen Knoblauch. Unrast Verlag Münster 1999. Reihe: Klassiker der Revolte Band 3
- Nachwort. In: Eric Frank Russell, Planet des Ungehorsams. Verlag Klaus Guhl Berlin 1999
- Perspektive und Perspektivlosigkeit des Anarchismus. In: Rolf Raasch / Hans Jürgen Degen (Hg.), Die richtige Idee für eine falsche Welt? Perspektiven der Anarchie. OPPO-Verlag Berlin  2002
- Normalerweise spricht der große Bär mit dem kleinen Bär kein Wort oder: Das Recht auf Rausch hat eigentlich nur ein schlecht eingestellter Fernseher. In: Tom Rocker (Hg.), Der Hanfreport. Verlag Thomas Tilsner o. O. [Bad Tölz] 2002
- Einleitung. In: Augustin Souchy, Mexiko – Land der Revolutionen. Mitteilungen 1942 bis 1976. OPPO-Verlag Berlin 2008
- Exkurs: Von bolo'bolo zu KraftWerk1. In: Anarchismus 2.0 Bestandsaufnahmen. Perspektiven. Hg. Hans Jürgen Degen / Jochen Knoblauch. Schmetterling Verlag Stuttgart 2009
- Nachwort. Versuch über das Individuum. Einlassungen. In: Hans Jürgen Degen, „Das Paradies ist offen.“ Über das Elend des Individuums. Verlag Edition AV Lich 2011. Reihe: subversiv Band 2. Hg. Jochen Knoblauch
- Gedanken über Freiheit – Ganz großes Kino. In: Hans Jürgen Degen, „...Aller Laster Anfang.“ – Über die Freiheit. Verlag Edition AV Lich 2011. Reihe: subversiv Band 3. Hg. Jochen Knoblauch.
- Einleitung des Herausgebers. In: Nobert „Knofo“ Kröcher, „...warum mir die Linke“. Knieschüsse oder: Die Kritik als Waffe. Verlag Edition AV Lich 2012.
- Freiheit heute. In: Karsten Krampitz / Klaus Lederer (Hg.), Schritt für Schritt ins Paradies. Handbuch zur Freiheit. Karin Kramer Verlag Berlin 2013
- Gedanken zum letzten Anares-Katalog. In: Anares Anarchismus-Katalog 2013. Selbstverlag Anares Bremen 2013.
- Die Urkunde. Ein Nachruf von Jochen Knoblauch auf Bernd Kramer. Und: Wir treffen uns...  Ein Nachruf von Jochen Knoblauch auf Ilse Schwipper. In: Bernd Drücke (Hg.), Ja! Anarchismus. Gelebte Utopie im 21. Jahrhundert. Interviews und Gespräche. Unrast Verlag Münster 2018 (2. überarbeitete und erweiterte Auflage)
- Kein Feuerstuhl für niemand. In: Der Feuerstuhl. Werk und Wirkung des Schriftstellers B. Traven. Alibri Verlag Aschaffenburg 2019
- „Gute Frage. Nächste Frage.“ Interview mit Thorwald Proll. In: Thorwald Proll, Radikalinski. Gebrauchte und Neue Gedichte. Trikont-Duisburg / Dialog-Edition Istanbul/Duisburg 2019